# Ботфалва
Ботфалва (укр. Ботфалва) — село в Холмковской сельской общине Ужгородского района Закарпатской области Украины.
Находится в 2.5 км от словацкого села Лекаровце.
Население по переписи 2001 года составляло 579 человек. Почтовый индекс — 89420. Занимает площадь 1,54 км².

## История
В 1946 году указом ПВС УССР село Ботфальва переименовано в Прикордонное.
В 1995 году селу возвращено историческое название